# في الليل يرقصن (فلم)
في الليل يرقصن (بالإنجليزية: At Night, They Dance) هو فيلم وثائقي تم إنتاجه في كندا ومصر.

## المخرجة
إيزابيل لافين هي مخرجة كندية اشتهرت بفيلمها السابق J.U.I.C.E و الذي يتحدث عن المجال الذكوري وكيفية تعامل النساء مع السلطة الذكورية، لافين هي أم ومهتمة بالشئون النسائية .

## القصة
يتتبع الفيلم حياة عائلة من الراقصات الشرقيات يعشن في حي فقير بالقاهرة، رضـا هي الأم الحاكمة للعائلة التي تعمل على تعليم فن الرقص الشرقي لبناتها . زوجها متوفي قبل عام من تصوير الفيلم لذا يراها المشاهد في حالة من الحزن والحداد، تمثل رضا دور السلطة الحاكمة للعائلة، يساهم كل من أبناءها السبعة بمهنة الرقص في مكان شعبي معين وفي النهار يتعلمون التجارة .
الوثائقي توضيحي ولا يحتوي على تعليق، ومع ذلك تحاول الكاميرات التقاط لحظات التساؤل والمقارنة بين النظام الأخلاقي ومهنة الرقص الشرقي في مصر

## الاستقبال
لم يتم عرض الفيلم في مصر على نحو واسع ولكن كان مخصص للمشاهد العالمي، تحدث عنه العديد من المجلات الفنية

## الجوائز
فاز الفيلم بجائزة لجنة التحكيم الخاصة بمهرجان الملفات الساخنة الكندي للأفلام الوثائقية Hot Docs Canadian International Documentary Festival
كما فاز بجائزة أفضل فيلم وثائقي طويل بمسابقة Genie Awards ال32

## روابط خارجية
- مقالات تستعمل روابط فنية بلا صلة مع ويكي بيانات